# Caperonia langsdorffii
Caperonia langsdorffii är en törelväxtart som beskrevs av Johannes Müller Argoviensis. Caperonia langsdorffii ingår i släktet Caperonia och familjen törelväxter. Inga underarter finns listade i Catalogue of Life.